# Dimelaena
Dimelaena Norman (rozetnica) – rodzaj grzybów z rodziny pałecznikowatych (Caliciaceae). Ze względu na współżycie z glonami zaliczany jest do grupy porostów. W Polsce występuje jeden gatunek.

## Systematyka i nazewnictwo
Pozycja w klasyfikacji według Index Fungorum: Caliciaceae, Teloschistales, Lecanoromycetidae, Lecanoromycetes, Pezizomycotina, Ascomycota, Fungi.
Synonimy nazwy naukowej: Beltraminia Trevis., Dimelaena sect. Dimelaena Norman.
Nazwa polska według W. Fałtynowicza.

## Niektóre gatunki
- Dimelaena australiensis H. Mayrhofer & Sheard 1984
- Dimelaena elevata Elix, Kalb & Wippel 1996
- Dimelaena oreina (Ach.) Norman 1853 – rozetnica skalna

Nazwy naukowe na podstawie Index Fungorum. Uwzględniono tylko gatunki zweryfikowane. Nazwy polskie według W. Fałtynowicza.